# Gèze
Pour l’article ayant un titre homophone, voir Jèze.
Pour les articles homonymes, voir Gèze (homonymie).
La Gèze est un ruisseau du Sud de la France, dans la région Occitanie, dans les deux départements Gers et Hautes-Pyrénées, affluent du Gers (rive gauche), et donc sous-affluent de la Garonne.

## Géographie
De 11,6 km de longueur, la Gèze prend sa source sur le plateau de Lannemezan dans la commune de Cizos. Il se jette dans le Gers à Chélan.

### Communes et départements traversés
Dans les Hautes-Pyrénées, il traverse 6 communes : Cizos, Larroque, Castelnau-Magnoac, Sariac-Magnoac, Peyret-Saint-André, Organ.
Dans le Gers : Chélan.

## Principal affluent
- le Cartet, 2,8 km.

## Retenues
Sur la rivière se trouve le lac de Castelnau-Magnoac constitué par un barrage réservoir ; d'une surface de 75 ha et d'une capacité de 5 millions de m3, il vient soutenir la gestion hydraulique de l'ensemble des bassins « amont » du système Neste,.